# Elecciones generales de Uruguay de 1971
Las elecciones de 1971 llevadas a cabo en Uruguay el domingo 28 de noviembre de ese año, tenían como propósito la elección del Presidente de la República, y de todos los miembros del Poder Legislativo. 
En las elecciones votaron 1.712.766 ciudadanos, lo cual representó el 91,19% del total de habilitados. Según los datos de la Corte Electoral de Uruguay, el Partido Colorado superó al Partido Nacional por apenas un 0,76% del electorado, es decir, por 12.802 votos.
La ley de lemas vigente en aquel entonces permitió que Juan María Bordaberry lograra la presidencia a pesar de obtener 60.134 votos menos que Wilson Ferreira Aldunate.
En la misma instancia se llevó a cabo un plebiscito para reformar un artículo de la Constitución que permitiera la reelección inmediata del Presidente de la República. De los 832.060 sufragios requeridos para que la misma resultara aprobada (mayoría absoluta de votantes superior al 35% de los habilitados) se registraron 491.680 sufragios (59,09% de los votos requeridos).
Existieron controversias sobre los resultados de las elecciones.

## Generalidades
Fueron las primeras elecciones en las que, de acuerdo a la nueva constitución promulgada en 1966, el voto era obligatorio y se le reconocía el derecho al sufragio a los soldados de línea. 
El Partido Colorado fue quien ganó las elecciones, continuando así con el gobierno, el cual ya había ganado en las elecciones anteriores. El ganador fue el candidato "suplente" de la Unión Nacional Reeleccionista, Juan María Bordaberry, quien debido a la imposibilidad constitucional de que el presidente saliente, Jorge Pacheco Areco, fuera reelecto; ostentó el liderazgo en la interna del partido. Por ello a pesar de no ser el candidato más votado de todos (fue Wilson Ferreira Aldunate del Partido Nacional), gracias a la Ley de lemas que permitía la suma de todos los votos de los candidatos del lema, fue elegido Presidente.
Junto a la elección de Presidente se votó el cargo de vicepresidente, correspondiendo a Jorge Sapelli, y los cargos de los 30 senadores y 99 diputados. Así, el Senado de la XLI Legislatura quedó compuesto por 13 senadores del Partido Colorado, 12 del Partido Nacional y 5 del Frente Amplio. Por su parte, la Cámara de Diputados de dicha legislatura quedó compuesta por 41 diputados colorados, 40 blancos y 18 frenteamplistas.
Estas elecciones significaron la existencia por primera vez en Uruguay de un partido político de izquierda con un caudal de votos significativo, hecho que sin duda se debía a los problemas económicos que aumentaban en el país, y a la gran revuelta social de los años 1960. Por otra parte estas elecciones estuvieron, y siguen estando, teñidas de denuncias de fraude efectuadas por sectores del Partido Nacional.

## Controversia por el resultado de las elecciones
El resultado de las elecciones fue controvertido. Existieron irregularidades en el proceso, algunas de las cuales pudieron constatarse, mientras que otras permanecieron sin posibilidad de ser comprobadas.
Wilson Ferreira llegó a afirmar que "le habían robado la elección". También se tachó a la Corte Electoral de "comité político del Partido Colorado".
Se llegó a afirmar que se habían hallado papeletas del Partido Nacional en el arroyo Miguelete, lo que significaría una pérdida de votos de Wilson Ferreira y una posible victoria perdida por dicho fraude, dado que la diferencia en votos entre el Partido Nacional y el Colorado fue insignificante.

### Plebiscito por la reelección
Pero había además otra complicación en el proceso electoral: el plebiscito reeleccionista y la votación de dos fórmulas paralelas, por el régimen vigente y por el régimen proyectado, lo cual ocasionaba aún mayor confusión a la hora de recontar votos. Los dirigentes políticos adherentes de Jorge Pacheco Areco habían impulsado la Unión Nacional Reeleccionista, que pretendía prolongar cinco años más la presidencia de Pacheco. Como en el Uruguay no existe la reelección presidencial inmediata, se utilizó el mecanismo de plebiscito constitucional: si se reformaba la constitución ("régimen proyectado"), se habilitaba la posibilidad de que la ciudadanía reeligiese o no a Pacheco. Pero como también existía la posibilidad de que el plebiscito fracasase (como finalmente ocurrió), se debía votar además una fórmula por el "régimen vigente", y dicha fórmula fue Juan María Bordaberry-Jorge Sapelli, lo cual equivale a decir que Bordaberry accedió a la presidencia con los votos de Pacheco. Lo más discutido de esta historia es el recuento de votos colorados que incluían hojas de votación por el régimen vigente y también por el proyectado; se discute si los mismos fueron bien contados o no.
De hecho, el proceso de recuento de votos fue muy largo y engorroso. Además de las múltiples hojas de votación, el fenómeno de que miles de votantes colorados habían sufragado al mismo tiempo por el régimen vigente y también por el régimen proyectado, complicó aún más las cosas. Algunos observadores consideraron que había "más votos que votantes".

### Irregularidades
Quienes defienden la teoría del fraude electoral ven los siguientes hechos como indicios que pudieron contribuir en mayor o menor medida en el fraude electoral:
- Previo a las elecciones, a iniciativa del Ministerio de Defensa, el cual argumentó "razones de seguridad nacional", la Corte Electoral habilitó la microfilmación del padrón de habilitados. La empresa destinada para tal tarea realizó dos juegos de microfilmes. Uno de ellos quedó en custodia del Banco República, pero del otro se desconoce su destino final.[4]

- En el primer recuento de votos, se constató que distintos circuitos habían contado con una participación fuera de lo común, como en las localidades de Paso Carrasco y Juanicó en los cuales votaron, según estos datos, el 100% de los habilitados. Asimismo, Las Piedras contó con una participación del 95% de la población, mientras que en Manga los datos arrojaron una cantidad de votos mayor al número de votantes.[4]

- Luego de la votación las urnas se llevaron al Cilindro Municipal. No obstante se comprobó que al menos un centenar de ellas estaban sin candado o habían sido abiertas. Las mismas habían llegado con 70 días de retraso respecto de las otras, ya que previo a ser depositadas en el Cilindro, habían sido llevadas a cuarteles del interior del país. Por decisión de los ministros de la Corte Sigifredo Goñi y David Bonilla, el secretario letrado Carlos Urruty y el general Iván Paulós, las mismas se mezclaron con las restantes.[4]

- Se realizó una denuncia de que sobres con papeletas electorales habían sido encontrados en un basurero. La misma fue recibida por una jueza de Canelones, quien ante la presunción de falta de seguridad en el juzgado, decidió incautarlas y llevarlas a su casa. Dicha jueza fue relevada y los sobres desaparecieron.[4]

- El presidente Pacheco Areco, luego de proclamado el resultado electoral, firmó dos decretos que beneficiaban a los miembros de la Corte Electoral. Uno de ellos les concedía una retribución especial, mientras que el otro los habilitaba a importar autos exentos de impuestos.[4]

### Impugnación del Partido Nacional
En vista de algunos de estos hechos, el Partido Nacional reclamó la anulación de los circuitos donde se habían constatado irregularidades. En una polémica decisión de la Corte Electoral acompañada por el blanco Sigifredo Goñi se desestimó el recurso por un voto. A instancias del Partido Nacional, sería destituido luego de su cargo por parte de la Asamblea General. Luego de que Bordaberry asumiera la presidencia, el gobierno colorado le otorgó la embajada de Japón.

### Colaboración de Brasil
En agosto de 2009, salió a la luz información desclasificada en Estados Unidos suministrada por el National Security Archive, según la cual el entonces presidente estadounidense Richard Nixon se refirió a este fraude y a la colaboración de la dictadura brasileña de Emílio Garrastazu Médici en el mismo. Nixon mantuvo una conversación con el primer ministro británico Edward Heath en diciembre de 1971 en Bermudas, en la cual el primero afirmó que "Los brasileños ayudaron a amañar la elección uruguaya".
Los años siguientes vieron crecer el autoritarismo de manera rampante, en desmedro de la institucionalidad democrática. Menos de dos años después de las elecciones, se daría un quiebre institucional en el país, con el acceso al poder de los militares (dictadura de 1973-1985, la cual fue dirigida inicialmente por el presidente Bordaberry).

## Resultados
| Partido político                            | Candidato presidencial                                                           | Votos al candidato                                                               | Porcentaje en el total                                                           | Votos al partido | Porcentaje | Senadores | Diputados | Resultado         |
| ------------------------------------------- | -------------------------------------------------------------------------------- | -------------------------------------------------------------------------------- | -------------------------------------------------------------------------------- | ---------------- | ---------- | --------- | --------- | ----------------- |
| Partido Colorado                            | Jorge Pacheco Areco Juan María Bordaberry                                        | 379.515                                                                          | 21,97%                                                                           | 681.624          | 39,46%     | 13/30     | 41/99     | Candidato ganador |
| Partido Colorado                            | Jorge Batlle                                                                     | 242.804                                                                          | 14,06%                                                                           | 681.624          | 39,46%     | 13/30     | 41/99     |                   |
| Partido Colorado                            | Amílcar Vasconcellos                                                             | 48.839                                                                           | 2,83%                                                                            | 681.624          | 39,46%     | 13/30     | 41/99     |                   |
| Partido Colorado                            | Juan Luis Pintos                                                                 | 5.402                                                                            | 0,31%                                                                            | 681.624          | 39,46%     | 13/30     | 41/99     |                   |
| Partido Colorado                            | Juan Pedro Ribas                                                                 | 4.025                                                                            | 0,23%                                                                            | 681.624          | 39,46%     | 13/30     | 41/99     |                   |
| Partido Colorado                            | Adj. al lema                                                                     | 1.039                                                                            | 0,10%                                                                            | 681.624          | 39,46%     | 13/30     | 41/99     |                   |
| Partido Nacional                            | Wilson Ferreira Aldunate                                                         | 439.649                                                                          | 25,45%                                                                           | 668.822          | 38,72%     | 12/30     | 40/99     |                   |
| Partido Nacional                            | Mario Aguerrondo                                                                 | 228.569                                                                          | 13,23%                                                                           | 668.822          | 38,72%     | 12/30     | 40/99     |                   |
| Partido Nacional                            | Antonio Fadol                                                                    | 35                                                                               | 0,00%                                                                            | 668.822          | 38,72%     | 12/30     | 40/99     |                   |
| Partido Nacional                            | Adj. al lema                                                                     | 569                                                                              | 0,03%                                                                            | 668.822          | 38,72%     | 12/30     | 40/99     |                   |
| Partido Demócrata Cristiano                 | Líber Seregni                                                                    | Líber Seregni                                                                    | Líber Seregni                                                                    | 304.275          | 17,62%     | 5/30      | 18/99     |                   |
| Unión Radical Cristiana                     | Daniel Pérez del Castillo                                                        | Daniel Pérez del Castillo                                                        | Daniel Pérez del Castillo                                                        | 8.844            | 0,51%      | 0/30      | 0/99      |                   |
| Partido de los Jubilados y Pensionistas     | Alfredo Vázquez Méndez                                                           | Alfredo Vázquez Méndez                                                           | Alfredo Vázquez Méndez                                                           | 288              | 0,02%      | 0/30      | 0/99      |                   |
| Movimiento Justiciero                       | Bolívar Espínola                                                                 | Bolívar Espínola                                                                 | Bolívar Espínola                                                                 | 241              | 0,01%      | 0/30      | 0/99      |                   |
| Partido Juventud por el Desarrollo Oriental | Carlos María Suárez                                                              | Carlos María Suárez                                                              | Carlos María Suárez                                                              | 25               | 0,00%      | 0/30      | 0/99      |                   |
| Plebiscitos                                 | Plebiscito para habilitar la reelección inmediata del Presidente de la República | Plebiscito para habilitar la reelección inmediata del Presidente de la República | Plebiscito para habilitar la reelección inmediata del Presidente de la República | 491.680          | 59,09%     | 59,09%    | 59,09%    | No aprobado       |
| Votos en blanco                             | Votos en blanco                                                                  | Votos en blanco                                                                  | Votos en blanco                                                                  | 6.139            | 0,36%      | 0,36%     | 0,36%     | 0,36%             |
| Votos anulados                              | Votos anulados                                                                   | Votos anulados                                                                   | Votos anulados                                                                   | 42.508           | 2,48%      | 2,48%     | 2,48%     | 2,48%             |
| Total de votos emitidos                     | Total de votos emitidos                                                          | Total de votos emitidos                                                          | Total de votos emitidos                                                          | 1.712.766        | 1.712.766  | 1.712.766 | 1.712.766 | 1.712.766         |
| Total de electores habilitados              | Total de electores habilitados                                                   | Total de electores habilitados                                                   | Total de electores habilitados                                                   | 1.878.132        | 1.878.132  | 1.878.132 | 1.878.132 | 1.878.132         |

- Corte Electoral

### Elecciones municipales

Resultados finales de las elecciones departamentales de 1971:
Partido Nacional
Partido Colorado

Simultáneamente, se realizaron las elecciones de 19 gobiernos municipales y las respectivas Juntas Departamentales. He aquí los intendentes electos:
- Artigas: Atilio Ferrandís del Partido Colorado
- Canelones: Gervasio González del Partido Colorado
- Cerro Largo: Juan José Burgos del Partido Nacional
- Colonia: Juan Carlos González Álvarez del Partido Nacional
- Durazno: Raúl Iturria del Partido Nacional
- Flores: José Pou Thove del Partido Nacional
- Florida: Roberto Harrison del Partido Nacional
- Lavalleja: Juan Miguel Salaberry Olascoaga del Partido Nacional
- Maldonado: Gilberto Acosta Arteta del Partido Colorado
- Montevideo: Oscar Víctor Rachetti del Partido Colorado
- Paysandú: Oscar Garrasino del Partido Colorado (Destituido A Fines De 1972, Lo Sustituye Walter Belvisi)
- Río Negro: Luis Alberto Barriola del Partido Nacional
- Rivera: Adolfo Benito Gutiérrez del Partido Nacional
- Rocha: Mario Amaral del Partido Nacional
- Salto: Néstor Minutti del Partido Nacional
- San José: Milton Pianzzola del Partido Nacional
- Soriano: Francisco Russo del Partido Nacional
- Tacuarembó: Pedro M. Chiesa del Partido Nacional
- Treinta Y Tres: Fernando Crosa del Partido Nacional